# Liste der denkmalgeschützten Objekte in Wildon
Die Liste der denkmalgeschützten Objekte in Wildon enthält die 34 denkmalgeschützten, unbeweglichen Objekte der Gemeinde Wildon im steirischen Bezirk Leibnitz.

## Denkmäler
| Foto  |                 | Denkmal                                                                                   | Standort                                         | Beschreibung | Metadaten |
| ----- | --------------- | ----------------------------------------------------------------------------------------- | ------------------------------------------------ | --- | --- |
| ja    | Datei hochladen | Ortskapelle HERIS-ID: 51694 Objekt-ID: 57420                                              | bei Auweg 4 Standort KG: Kainach                 | | BDA-Hist.: Q38046861 Status: § 2a Stand der BDA-Liste: 2025-06-30 Name: Ortskapelle GstNr.: 527/3 Ortskapelle Neudorf ob Wildon |
| ja    | Datei hochladen | Hügelgräbergruppe Galgenkogel HERIS-ID: 37233 Objekt-ID: 36318                            | Galgenkogel Standort KG: Kainach                 | Die Hügel sind ursprünglich hallstattzeitlich, es wurden aber römerzeitliche Nachbestattungen festgestellt. Entdeckt wurden sie 1928 beim Bau eines Hauses, seit 2017 werden sie systematisch ergraben. Unter den Funden befanden sich Tonurnen und bemalte sowie graphitierte Keramikfragmente. Das Wappen der ehemaligen Gemeinde Weitendorf führte als Motiv das Muster eines stilisierten Hirsches, wie es auf einem der Gefäße zu sehen ist. | BDA-Hist.: Q37974507 Status: Bescheid Stand der BDA-Liste: 2025-06-30 Name: Hügelgräbergruppe Galgenkogel GstNr.: 304/4, .68, 304/1, 305/1, 362, 235 |
| ja    | Datei hochladen | Urgeschichtliche Hügelgräber auf den Herrschaftsäckern HERIS-ID: 80076 Objekt-ID: 93786   | Herrschaftsäcker Standort KG: Kainach            | Der östliche Teil der hallstattzeitlichen Nekropole wurde ab 2018 systematisch ergraben. Da schon Raubgrabungen stattgefunden hattem, war die Fundsituation vielfach unklar. | BDA-Hist.: Q38172595 Status: Bescheid Stand der BDA-Liste: 2025-06-30 Name: Urgeschichtliche Hügelgräber auf den Herrschaftsäckern GstNr.: 374/4, 365/3, 363/1 |
| ja    | Datei hochladen | Ortskapelle HERIS-ID: 70456 Objekt-ID: 83573                                              | Rinthalerstraße 6a Standort KG: Kainach          | Die Lourdeskapelle (auch Rinthalerkapelle genannt) wurde 1899 von der in Kainach ansässigen Bauernfamilie Rinthaler vulgo Käfer gestiftet. Seit 1949 befindet sich im Turm eine kleine Glocke. | BDA-Hist.: Q38125145 Status: § 2a Stand der BDA-Liste: 2025-06-30 Name: Ortskapelle GstNr.: .51 |
| ja BW | Datei hochladen | Schloss Schwarzenegg HERIS-ID: 37234 Objekt-ID: 36319                                     | Schwarzenegg 1 Standort KG: Kainach              | Der dreigeschoßige Zweiflügelbau stammt aus dem frühen 17. Jahrhundert. die Hofseite des Südflügels weist Säulenarkaden auf, die vom Stiegenhaus unterbrochen werden. Im Hof befindet sich ein Brunnentrog mit der Bezeichnung 1640 und dem Eggenberger Wappen. | BDA-Hist.: Q1773176 Status: Bescheid Stand der BDA-Liste: 2025-06-30 Name: Schloss Schwarzenegg GstNr.: 512/1 Schloss Schwarzenegg |
| ja    | Datei hochladen | Figurenbildstock hl. Johannes Nepomuk HERIS-ID: 46871 Objekt-ID: 49165                    | bei Schwarzenegg 1 Standort KG: Kainach          | Die Steinfigur des hl. Johannes Nepomuk ist mit 1739 bezeichnet. | BDA-Hist.: Q38024339 Status: Bescheid Stand der BDA-Liste: 2025-06-30 Name: Figurenbildstock hl. Johannes Nepomuk GstNr.: 502 |
| ja    | Datei hochladen | Postmeilenstein HERIS-ID: 70452 Objekt-ID: 83569                                          | Standort KG: Kainach                             | Der aus 1838 stammende Postmeilenstein bezeichnet die Station Nummer 6 der Postroute Wien-Triest im Abschnitt südlich von Graz. Am Stein befinden sich folgende Aufschriften: 3 Meile von Graetz, Station Nro 6, Nach Wien 29 Meil und Nach Triest 30 Meil. Die Meilen bezeichnen altösterreichische Postmeilen (1 Postmeile entspricht 7585,9 Meter). | BDA-Hist.: Q38125127 Status: § 2a Stand der BDA-Liste: 2025-06-30 Name: Postmeilenstein GstNr.: 527/3 |
| ja    | Datei hochladen | Flur-/Wegkapelle HERIS-ID: 70288 Objekt-ID: 83402                                         | bei Afram 13 Standort KG: Stocking               | | BDA-Hist.: Q38124654 Status: § 2a Stand der BDA-Liste: 2025-06-30 Name: Flur-/Wegkapelle GstNr.: 845/2 |
| ja    | Datei hochladen | Bildstock HERIS-ID: 70260 Objekt-ID: 83373                                                | bei Aug 25 Standort KG: Stocking                 | | BDA-Hist.: Q38124581 Status: § 2a Stand der BDA-Liste: 2025-06-30 Name: Bildstock GstNr.: 214 |
| ja    | Datei hochladen | Bildstock HERIS-ID: 70271 Objekt-ID: 83384                                                | Standort KG: Stocking                            | Der Kalksteinpfeiler aus dem Jahre 1869 hat einen quadratischen Grundriss. Über einem Gesims rundbogige Eintiefungen mit gemalten Heiligendarstellungen, darüber Pyramidendach. Am Schaft befindet sich eine Inschrifttafel. Anmerkung: siehe Fehlerliste | BDA-Hist.: Q38124599 Status: § 2a Stand der BDA-Liste: 2025-06-30 Name: Bildstock GstNr.: 214 |
| BW    | Datei hochladen | Hallstattzeitlicher Grabhügel Grafenkogel HERIS-ID: 112475 Objekt-ID: 130668seit 2015     | Standort KG: Stocking                            | Der hallstattzeitliche Grabhügel ist seit 1877 bekannt, 2014 erfolgte eine Notgrabung aufgrund eines Bauvorhabens. | BDA-Hist.: Q37831194 Status: § 9-Feststellung Bodendenkmal Stand der BDA-Liste: 2025-06-30 Name: Hallstattzeitlicher Grabhügel Grafenkogel GstNr.: 93, 94/2, 94/3 |
| ja    | Datei hochladen | Schule, ehem. Villa Schlossberg HERIS-ID: 45830 Objekt-ID: 47288                          | Alte Reichsstraße 3 Standort KG: Unterhaus       | | BDA-Hist.: Q38017724 Status: § 2a Stand der BDA-Liste: 2025-06-30 Name: Schule, ehem. Villa Schlossberg GstNr.: .51/2 |
| BW    | Datei hochladen | Gräberfeld der älteren Eisenzeit HERIS-ID: 85694 Objekt-ID: 99910                         | bei Alte Reichsstraße 6 Standort KG: Unterhaus   | Es handelt sich um ein urnenfelderzeitliches bis hallstattzeitliches Brandflachgräberfeld im Bereich der Schule. Es wurde 1985 entdeckt und war das erste seiner Art in der Steiermark. | BDA-Hist.: Q38185680 Status: § 2a Stand der BDA-Liste: 2025-06-30 Name: Gräberfeld der älteren Eisenzeit GstNr.: 225/2, 225/4 |
| ja    | Datei hochladen | Brandgräberfeld Bockberg HERIS-ID: 112105 Objekt-ID: 130157seit 2013                      | Bockberg Standort KG: Unterhaus                  | In diesem Flächgräberfeld der Hallstattzeit fand 2013 eine Notgrabung statt. | BDA-Hist.: Q37828557 Status: § 9-Feststellung Bodendenkmal Stand der BDA-Liste: 2025-06-30 Name: Brandgräberfeld Bockberg GstNr.: 75 |
| ja    | Datei hochladen | Hügelgräberfeld Unterhaus HERIS-ID: 37508 Objekt-ID: 36681                                | Buchkogel Standort KG: Unterhaus                 | Das hallstattzeitliche Hügelgraberfeld befindet sich am Nordabhang des Buchkogels. | BDA-Hist.: Q37975924 Status: Bescheid Stand der BDA-Liste: 2025-06-30 Name: Hügelgräberfeld Unterhaus GstNr.: 332/1 |
| ja    | Datei hochladen | Rathaus/Gemeindeamt, ehem. Unteres Schloss HERIS-ID: 70471 Objekt-ID: 83588               | Hauptplatz 55 Standort KG: Unterhaus             | Das Freihaus, auch Unteres Schloss genannt, ist ein Zweiflügelbau, östlich mit 3 bis 4 und westlich mit 2 bis 3 Stockwerken. Der besonders reich gestaltete Westflügel zeigt ein Dreieckgiebelportal, das mit 1660 datiert ist. Über dem Erdgeschoß ein Gesims, die Obergeschoße mit Doppelpilastern, im ersten Obergeschoß zwischen den Pilastern leere Figurennischen mit Stuckbekrönung, Fenster mit Schmiedeeisengittern. Am Ostflügel im 3. und 4. Geschoß ebenfalls Doppelpilaster. Das Untere Schloss wurde 1937 renoviert, eine gründliche Restaurierung des bereits schlechten Bauzustandes erfolgte 1997, danach die Übersiedlung des alten Gemeindeamtes in das Untere Schloss, sowie der Einrichtung eines Kulturzentrums und Museums. | BDA-Hist.: Q38125173 Status: § 2a Stand der BDA-Liste: 2025-06-30 Name: Rathaus/Gemeindeamt, ehem. Unteres Schloss GstNr.: 14/4 |
| BW    | Datei hochladen | Siedlung der älteren Eisenzeit, Gräberfeld der Römerzeit HERIS-ID: 85696 Objekt-ID: 99912 | Standort KG: Unterhaus                           | Bei Errichtung von Fernwärmeleitungen im Jahr 1985 wurden eine hallstattzeitliche Siedlung, ein römerzeitliches oder auch spätantikes Körperflachgräberfeld sowie ein Altweg gefunden. | BDA-Hist.: Q38185689 Status: § 2a Stand der BDA-Liste: 2025-06-30 Name: Siedlung der älteren Eisenzeit, Gräberfeld der Römerzeit GstNr.: 216/4, 216/6 |
| BW    | Datei hochladen | prähistorische Höhensiedlung am Wildoner Schlossberg HERIS-ID: 58679 Objekt-ID: 69451     | nördlich Am Schloßberg 16 Standort KG: Unterhaus | Die hallstatt- und la-tène-zeitliche Siedlung wurde 2008 bei der Anlage einer Forststraße entdeckt. Es gibt auch mindestens ein Grab. Das Gelände wurde allerdings durch spätmittelalterliche Benutzung beeinträchtigt. Anmerkung: Die Koordinaten beziehen sich auf die Grundstücke 10/1 und 10/2, mittig am Schlossberg | BDA-Hist.: Q38084368 Status: Bescheid Stand der BDA-Liste: 2025-06-30 Name: prähistorische Höhensiedlung am Wildoner Schlossberg GstNr.: .1, .51/2, 1/4, 5, 10/1, 10/2, 10/3, 10/4, 12, 14/1, 16/1, 16/2, 16/3, 16/5, 16/6, 19/2, 183, 210, 211, 212, 213, 214, 215, 218, 225/2, 225/4      |
| ja    | Datei hochladen | Ortskapelle HERIS-ID: 70454 Objekt-ID: 83571                                              | Am Dorfplatz Standort KG: Weitendorf             | Die Ortskapelle „Klein-Mariazell“ stammt in ihrem Kern vermutlich aus dem 17. Jahrhundert. | BDA-Hist.: Q38125136 Status: § 2a Stand der BDA-Liste: 2025-06-30 Name: Ortskapelle GstNr.: .281 Ortskapelle Weitendorf |
| ja    | Datei hochladen | Steinbrechanlage des Basaltsteinbruchs HERIS-ID: 70773 Objekt-ID: 83907                   | bei Am Steinbruch 6 Standort KG: Weitendorf      | Die hölzerne Steinbrechanlage gehört zum Basaltsteinbruch Weitendorf. | BDA-Hist.: Q38125891 Status: Bescheid Stand der BDA-Liste: 2025-06-30 Name: Steinbrechanlage des Basaltsteinbruchs GstNr.: .152 Steinbrechanlage, Weitendorf |
| ja    | Datei hochladen | Prähistorische Siedlung beim Bernerbauer HERIS-ID: 66855 Objekt-ID: 79766                 | Bernerbauer Standort KG: Weitendorf              | Östlich des Hofes vulgo Bernerbauer erstreckt sich eine fast ebene Terrasse, in der Siedlungsspuren verschiedener Zeiten gefunden wurden: kupferzeitlich, mittelbronzezeitlich, frühmittelalterliche Grubenhäuser, vereinzelt auch römerzeitliche Überreste. | BDA-Hist.: Q38114682 Status: Bescheid Stand der BDA-Liste: 2025-06-30 Name: Prähistorische Siedlung beim Bernerbauer GstNr.: 3338, 3343/1, 3346/1, 3346/2, 3346/3, 3344/1, 3345, 3347, 3348, 3349, 3350, 3356/1, 3356/2                                                                     |
| ja    | Datei hochladen | Ortskapelle Mariä Verkündung HERIS-ID: 51639 Objekt-ID: 57344                             | Lichendorfstraße Standort KG: Weitendorf         | Die Lichendorfer Ortskapelle „Mariä Verkündigung“ wurde 1835/36 vom Bauer Johann Köhrer vlg. Stöcklbauer gestiftet. | BDA-Hist.: Q38046549 Status: § 2a Stand der BDA-Liste: 2025-06-30 Name: Ortskapelle Mariä Verkündung GstNr.: .383 |
| ja    | Datei hochladen | Römerzeitliche Hügelgräber Teilhölzl HERIS-ID: 112269 Objekt-ID: 130359                   | Standort KG: Weitendorf                          | Im Kaiserwald befinden sich mehrere Gruppen von insgesamt ca. 120 Hügelgräbern aus römischer Zeit (1. und 2. Jhdt.), die ab 1935 archäologisch erschlossen wurden. Es handelt sich bei der Bestattung von Ascheurnen mit Grabbeigaben in Grabkammern, um die künstliche Hügel aufgeschüttet wurden, um eine Tradition, die im Ostalpenraum seit der Hallstattzeit bekannt ist. Die Dekorformen der keramischen Grabbeigaben weisen Kontinuität zur Latènezeit auf. Anmerkung: größerer archäologischer Komplex, befindet sich auch in Dobl-Zwaring, Premstätten und in Wundschuh | BDA-Hist.: Q37830248 Status: Bescheid Stand der BDA-Liste: 2025-06-30 Name: Römerzeitliche Hügelgräber Teilhölzl GstNr.: 1859, 1860, 1861, 1862, 1863, 1864, 1874, 1875, 1876, 1877, 1878, 1880, 1881, 1882, 1883, 1884, 1885, 1886, 1887, 1888, 1889, 1890, 2276 Hügelgräber im Kaiserwald |
| ja    | Datei hochladen | Wohn- und Geschäftshaus HERIS-ID: 70466 Objekt-ID: 83583                                  | Hauptplatz 46 Standort KG: Wildon                | | BDA-Hist.: Q38125153 Status: Bescheid Stand der BDA-Liste: 2025-06-30 Name: Wohn- und Geschäftshaus GstNr.: .75 |
| ja    | Datei hochladen | Bezirksgericht mit Steinpranger HERIS-ID: 62453 Objekt-ID: 75005                          | Hauptplatz 47 Standort KG: Wildon                | Das dreigeschoßige Gebäude wurde nach einem Brand von 1727 im Jahr 1730 in die heutige Form gebracht. Bei der Gesamtrestaurierung im Jahr 1968 wurde ein barocker Steinpranger gefunden. | BDA-Hist.: Q38099751 Status: Bescheid Stand der BDA-Liste: 2025-06-30 Name: Bezirksgericht mit Steinpranger GstNr.: 66 |
| ja    | Datei hochladen | Ehem. Spital HERIS-ID: 70469 Objekt-ID: 83586                                             | Hauptplatz 53 Standort KG: Wildon                | | BDA-Hist.: Q38125163 Status: § 2a Stand der BDA-Liste: 2025-06-30 Name: Ehem. Spital GstNr.: 62/1 |
| ja    | Datei hochladen | Pestsäule, Mariensäule HERIS-ID: 70475 Objekt-ID: 83592                                   | bei Hauptplatz 60 Standort KG: Wildon            | Die Mariensäule wurde laut Inschrift nach einer überstandenen Pestgefahr 1682 gewidmet. Mehrfach restauriert. Die Immaculata auf der Säule ist vergoldet, am Sockel die hll. Sebastian, Rochus und Rosalia. | BDA-Hist.: Q38125188 Status: § 2a Stand der BDA-Liste: 2025-06-30 Name: Pestsäule, Mariensäule GstNr.: 1116/5 |
| ja    | Datei hochladen | Pfarrhof HERIS-ID: 51976 Objekt-ID: 57826                                                 | Oberer Markt 79 Standort KG: Wildon              | | BDA-Hist.: Q38048351 Status: § 2a Stand der BDA-Liste: 2025-06-30 Name: Pfarrhof GstNr.: .22 |
| ja    | Datei hochladen | Kath. Pfarrkirche hl. Magdalena HERIS-ID: 51977 Objekt-ID: 57827                          | Oberer Markt 100a Standort KG: Wildon            | Die Pfarrkirche St. Magdalena ist eine Barockkirche des Grazer Baumeisters Franz Isidor Carlone, der auf Vorgängerbauten aus dem 12. und späten 15. Jahrhundert aufbauend zwischen 1672 und 1676 das jetzige Kirchenschiff, die Seitenkapellen und der Altarraum im Barockstil schuf. | BDA-Hist.: Q2083088 Status: § 2a Stand der BDA-Liste: 2025-06-30 Name: Kath. Pfarrkirche hl. Magdalena GstNr.: .101 Pfarrkirche hl. Magdalena, Wildon |
| ja    | Datei hochladen | Straßenbrücke HERIS-ID: 70502 Objekt-ID: 83620                                            | bei Oberer Markt 122 Standort KG: Wildon         | Die Eisenbrücke über die Kainach wurde 1917 errichtet. | BDA-Hist.: Q38125253 Status: § 2a Stand der BDA-Liste: 2025-06-30 Name: Straßenbrücke GstNr.: 1114/1, 1117, 1130/1 |
| ja    | Datei hochladen | Wilder-Mann-Brunnen HERIS-ID: 70482 Objekt-ID: 83599                                      | bei Unterer Markt 6 Standort KG: Wildon          | Der Marktbrunnen mit einer Darstellung des Wilden Mannes von Wilhelm Gösser stammt laut Inschrift aus dem Jahre 1937. Der Brunnen steht seit 1990 auf dem Unteren Markt. | BDA-Hist.: Q38125202 Status: § 2a Stand der BDA-Liste: 2025-06-30 Name: Wilder-Mann-Brunnen GstNr.: .212 |
| ja    | Datei hochladen | Bildstock HERIS-ID: 70481 Objekt-ID: 83598                                                | bei Unterer Markt 7 Standort KG: Wildon          | Die Nischenkapelle enthält eine barocke Kreuzigungsgruppe aus dem Jahr 1683. | BDA-Hist.: Q38125194 Status: § 2a Stand der BDA-Liste: 2025-06-30 Name: Bildstock GstNr.: 1117 |
| ja    | Datei hochladen | Ehem. Gemeindeamt HERIS-ID: 70490 Objekt-ID: 83607                                        | Unterer Markt 25 Standort KG: Wildon             | Das ehemalige Gemeindeamt stammt im Kern aus der 2. Hälfte des 17. Jahrhunderts, die Fassade aus der 1. Hälfte des 19. Jahrhunderts. 1964 wurde das Gebäude restauriert. Das Eggenberger Wappen am Portal ist mit 1688 datiert, in der Einfahrt eine Nischenstatue des hl. Johannes Nepomuk. | BDA-Hist.: Q38125221 Status: § 2a Stand der BDA-Liste: 2025-06-30 Name: Ehem. Gemeindeamt GstNr.: .45/1, .45/2 |
| ja    | Datei hochladen | Figurenbildstock hl. Johannes Nepomuk HERIS-ID: 70500 Objekt-ID: 83618                    | Standort KG: Wildon                              | Die steinerne Statue steht nahe der Brücke über die Kainach. Die Statue stammt aus der 2. Hälfte des 18. Jahrhunderts und wurde nach einer Beschädigung im Jahre 1973 restauriert. | BDA-Hist.: Q38125243 Status: § 2a Stand der BDA-Liste: 2025-06-30 Name: Figurenbildstock hl. Johannes Nepomuk GstNr.: .178 |